# Медведица (приток Дона)
Медве́дица — река в Саратовской и Волгоградской областях России, левый приток Дона.

## География

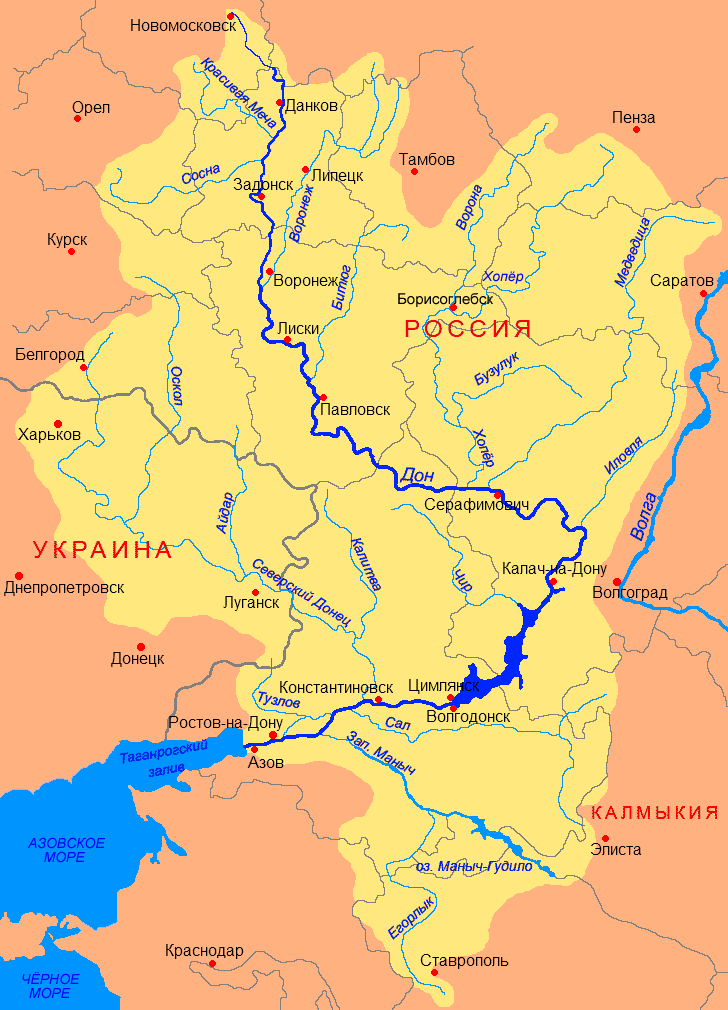
Бассейн Дона

Длина реки 745 км, площадь водосборного бассейна — 34 700 км².
Медведица берёт начало в Саратовской области из двух ручьёв, в селе Старые Бурасы. Примерно в 30-ти километрах от истока находится большое водохранилище для сельскохозяйственных нужд. Примерно один километр шириной (у плотины) и пять — 7 километров длиной.
Первый крупный населённый пункт — город Петровск. Другими городами расположенными на реке являются Аткарск (Саратовская область), Жирновск (Волгоградская область) и Михайловка. От Аткарска вниз по течению возможно передвижение по реке на байдарках.
На реке в селе Фомёнково построена малая ГЭС.

## Флора и фауна
В реке Медведице водится разнообразная рыба: сом, щука, лещ, жерех, судак, голавль, окунь, линь, плотва, пескарь и другая. В конце 1980-х годов было много стерляди.
Леса вдоль обоих берегов реки имеют много разнообразных птиц, лекарственных трав, дикорастущих ягод, плодов и цветов.

## Притоки
Притоки перечислены по порядку от устья к истоку (← — правый приток, → — левый приток).
- ←65 км: река Княжня
- →69 км: река Арчеда
- →74 км: река Безымянка
- ←102 км: река Тишанка, возле г. Михайловка
- →176 км: река Берёзовка
- ←210 км: река Большая Рысь
- ←213 км: река Дубянка
- ←221 км: река Чёрная
- ←246 км: река Тишанка, у с. Орехово
- →262 км: река Проток Гнилушка
- ←308 км: река Терса[5]
- →323 км: река Добринка
- →324 км: река Ломовка
- →341 км: река Перевозинка
- →401 км: река Песковатка
- →406 км: река Большая Копенка
- →408 км: река Малая Копенка
- →421 км: река Карамыш (Каратыш[5])
- ←447 км: река Баланда[5]
- →467 км: река Чивка
- →485 км: река Жилая Рельня
- ←492 км: река Большая Рельня
- ←496 км: река Белгаза
- ←512 км: река Иткарка
- →512,2 км: водоток рук. Идолга
- →512,9 км: река Идолга[5]
- →535 км: река Осиновка
- ←548 км: река Аткара или Иткара[5]
- →555 км: река Большой Калышлей
- →579 км: река Хорошевка
- ←589 км: река Сухая Палатовка
- →598 км: река Берёзовка
- ←631 км: река Коневочка
- ←633 км: река Грязнушка
- →645 км: река Сосновка
- ←650 км: река Камышинка
- ←672 км: река Тауза
- →693 км: река Таволожка
- →724 км: река Малая Медведица

## История
По преданию, название произошло от медведицы, чьих медвежат убил охотник: убитая горем мать лила слёзы, которые превратились в реку.
Первое русское упоминание о реке Медведице есть в описании путешествия митрополита Пимена в Константинополь (датированном 1389 годом), постоянные жители появились на этой реке только в XVI веке.

«Бортник Гришка Васильев сын Давыдов, да Федька Семенов сын, по прозвишу Блинок, и другие ходят в бортной Шубенской ухожей на р. Медведице, по обе стороны, до верхов и с малыми речками: с Карамышем и Калшлен и с Баландинского юрта и с речкою Идолгою — платят 4 руб 28 алтын 2 деньги»— писцевая книга 1622 года
 Медведица берёт своё начало на отрогах Приволжской возвышенности, в 14 км северо-восточнее железнодорожной станции Бурасы, близ села Старые Бурасы Саратовской области. Длина реки 745 км, из них 324 приходится на территорию Саратовской области, а 421 на территорию Волгоградской области. Русло Медведицы извилистое, неустойчивое, из года в год перемещается то в одну, то в другую сторону, часто изобилует мелями, перекатами, песчаными островами. Эта река несудоходна, однако, как отмечалось в статьях писателя-публициста Даниила Лукича Мордовцева «Медведицкий бурлак», обнародованных в «Русской газете» (№ 25-26 за 1859 год), ещё в 1831 году судоходство на реке Медведица существовало, хотя было стихийным, мелким и не являлось коммерческим, торговым.
Несмотря на то, что, на реке были отмели, через которые «курица вброд переходила», с 1831 года по реке Медведице на Дон пошли первые баржи, гружёные зерном. На следующий год количество судов увеличилось. А к началу 1850-х гг. по реке проходило более ста судов, гружённых зерном, мукой, овсом, льняным семенем. Эти баржи закупались готовыми на Волге. Назывались они лапшевскими, макарьевскими, богородскими в зависимости от того, где и кто их изготовлял. Размеры барж в длину от 18 до 19 саженей, а в ширину 12-13 аршин. Баржи — ветлужские, коломенские и лебедянки переделывались в Копенах, Жирное, Терсинке, Громках, Красном Яре, Орехово (Мариновка), Краснобавке (х. Красный). Закупленный купцами хлеб подвозился к медведицким хуторам, сёлам и станицам, где ссыпался в амбары и лабазы. Большие партии зерна приобретались в помещичьих имениях и на ярмарках в Рудне и Баланде. Рабочих на баржи нанимали в Пензенской, Тамбовской, Казанской губерниях. Для каждой баржи полагались один лоцман, один помощник, четыре чальщика и двадцать бурлаков-тягунов. Срок сбора бурлаков назначался на 25 февраля. Из этих рабочих составлялись артели, которые приступали к работе по сбору и конопатке барж. Заканчивались работы к 20 марта. К этому сроку Медведица начинала подниматься, лёд отставал от берегов, и река трогалась. Тут уж не зевай: спускай суда на воду и загружай их. Чуть замешкался — уйдёт вода. Фарватер реки, что называется «не подарок». Медведица часто петляет. Под водой немало пней, коряг, открытых кос и отмелей, считай, на каждой версте Медведицы и плотины встречались каждые пять вёрст.
Возле Ореховской мельницы Медведица делилась на два рукава. На одном проходе была устроена мельница, на другом плотина с вешняком. Далее вниз река перегораживалась двумя мелями, когда баржа садилась на «чужую» мель, то бурлаки должны были идти в студёную воду, тащить судно против течения и вновь вводить в фарватер, если он ещё сохранился. В противном случае приходилось баржу разгружать. Рабочие находились в постоянной опасности быть сброшенным в воду, попасть под судно и быть раздавленным.
Даниловский юрт не представлял для бурлаков особых затруднений, так как Медведица текла по глубокому руслу. Особенно опасна была Краснобоевская мельница с плотиной. В Березовском юрте около хутора Бобры находилась опасная коса и подводные кусты. Опасности подстерегали и около Малодельской, в дачах Орловской станицы. Медведица в 1856 году изменила русло, поэтому две версты караваны шли узким проносом, а мимо мельницы — на вёслах.
Берега Медведицы хранят много остатков разбитых барж, а на каждом перекате вода вскрывает бурлацкие кости — погибло немало. На Медведице для бурлаков трудный путь только начинался. Конечным пунктом через Дон был Ростов.
Бурный подъём экономики России в 60-90-е гг. XIX столетия привёл к появлению железных дорог в наших краях и парового речного флота. К концу столетия бурлаки как профессия исчезли.
В летний период Медведица мелеет, её русло разбивается на отдельные перекаты и плёсы, ширина и глубина уменьшается. На территории Волгоградской области Медведица принимает ряд притоков. Наиболее значительные из них Терса, Чёрная, Тишанка, Добринка, Бурлук, Березовка, Лычак. Медведица впадает в Дон в 8 км выше бывшей станицы Усть-Медведицкой — нынешнего г. Серафимовича.
Незначительная заселённость края способствовала существованию по берегам Медведицы богатых охотничьих рыболовных угодий. В «Географическом описании обитаемой земли Войска Донского» за 1791 год говорится, что в лесах по Медведице у станиц Арчединской, Раздорской, Етеревской, Орловской, Заполянской, Малодельской и Берёзовской водятся медведи. Следует подчеркнуть, что этот хищник в других местах Области Войска Донского в то время практически не встречался. В книге «Статистическое описание земли донских казаков…» отмечено, что медведь из наших краёв «удалился совсем».

## Данные водного реестра
По данным государственного водного реестра России относится к Донскому бассейновому округу, водохозяйственный участок реки — Медведица от истока до впадения реки Терса, речной подбассейн реки — Дон между впадением Хопра и Северского Донца. Речной бассейн реки — Дон (российская часть бассейна).
Код водного объекта в государственном водном реестре — 05010300112107000007903

## В массовой культуре
Реку Медведицу популяризовал современный российский певец Игорь Растеряев, в репертуаре которого есть несколько песен с её упоминанием. Кроме того, он неоднократно рассказывал о Медведице на концертах и в интервью.

## Галерея

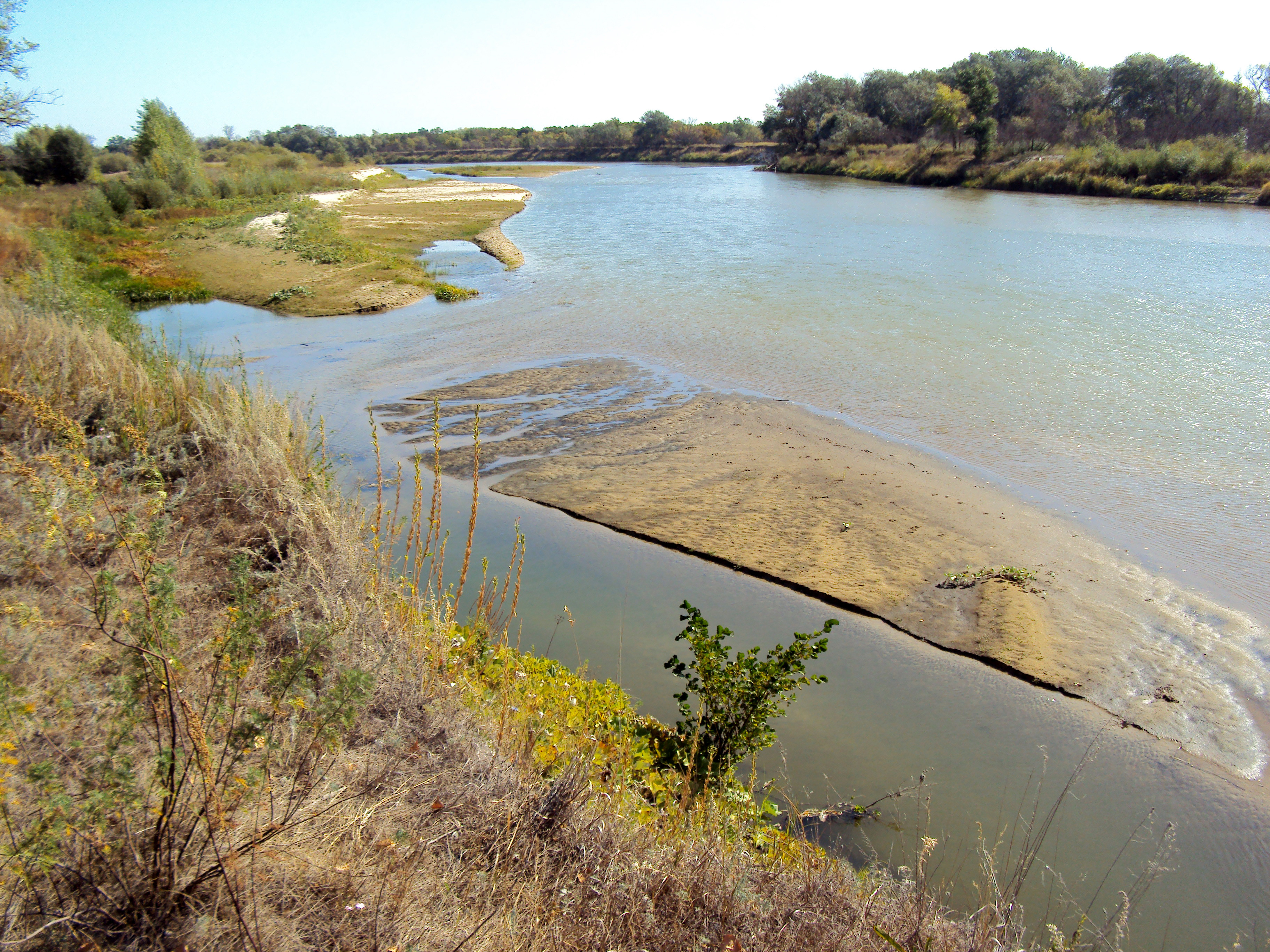
Песчаные косы на Медведице неподалёку от хутора Ярской 2
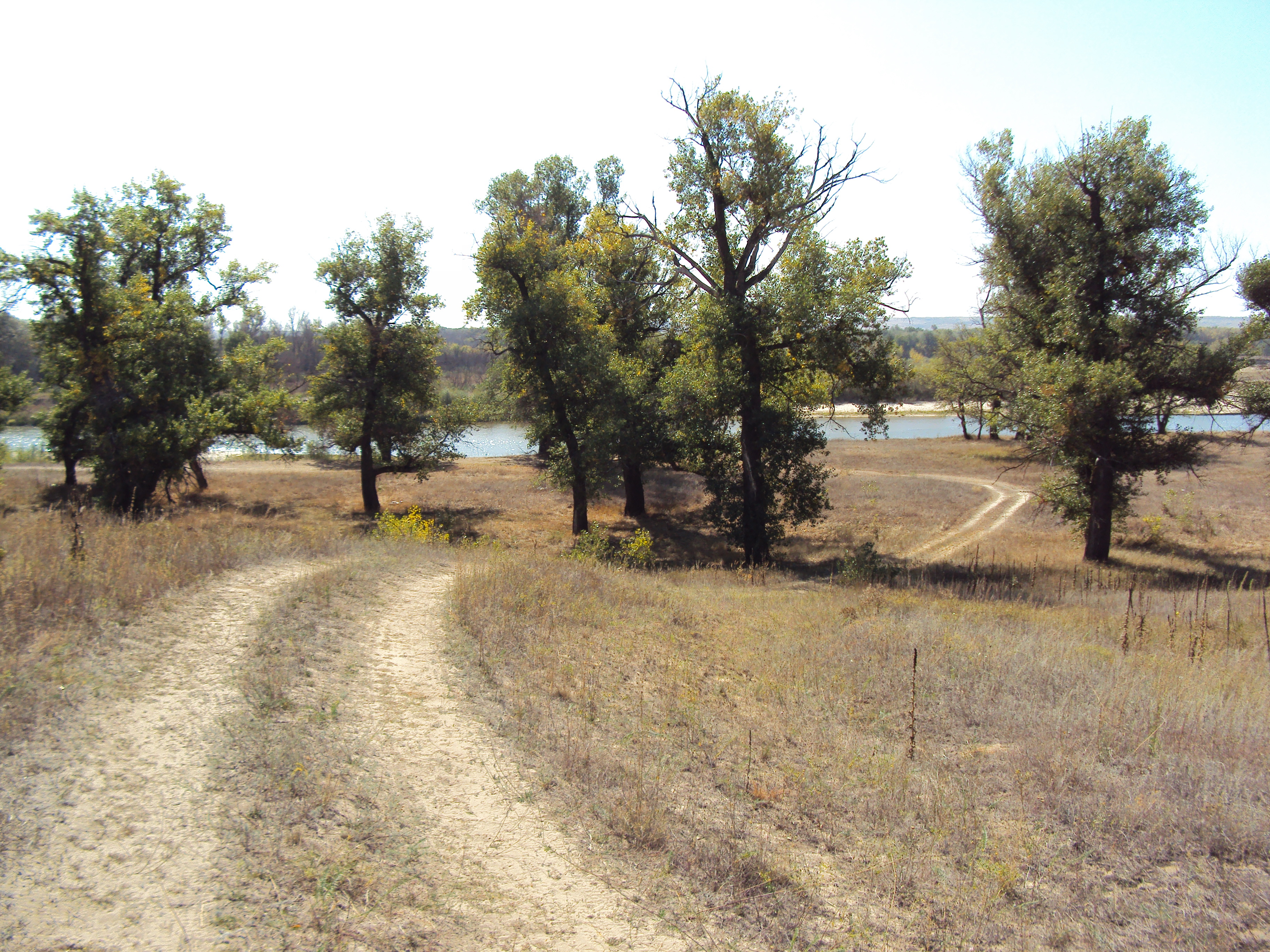
Дорога к Медведице, идущая от хутора Ярской 2
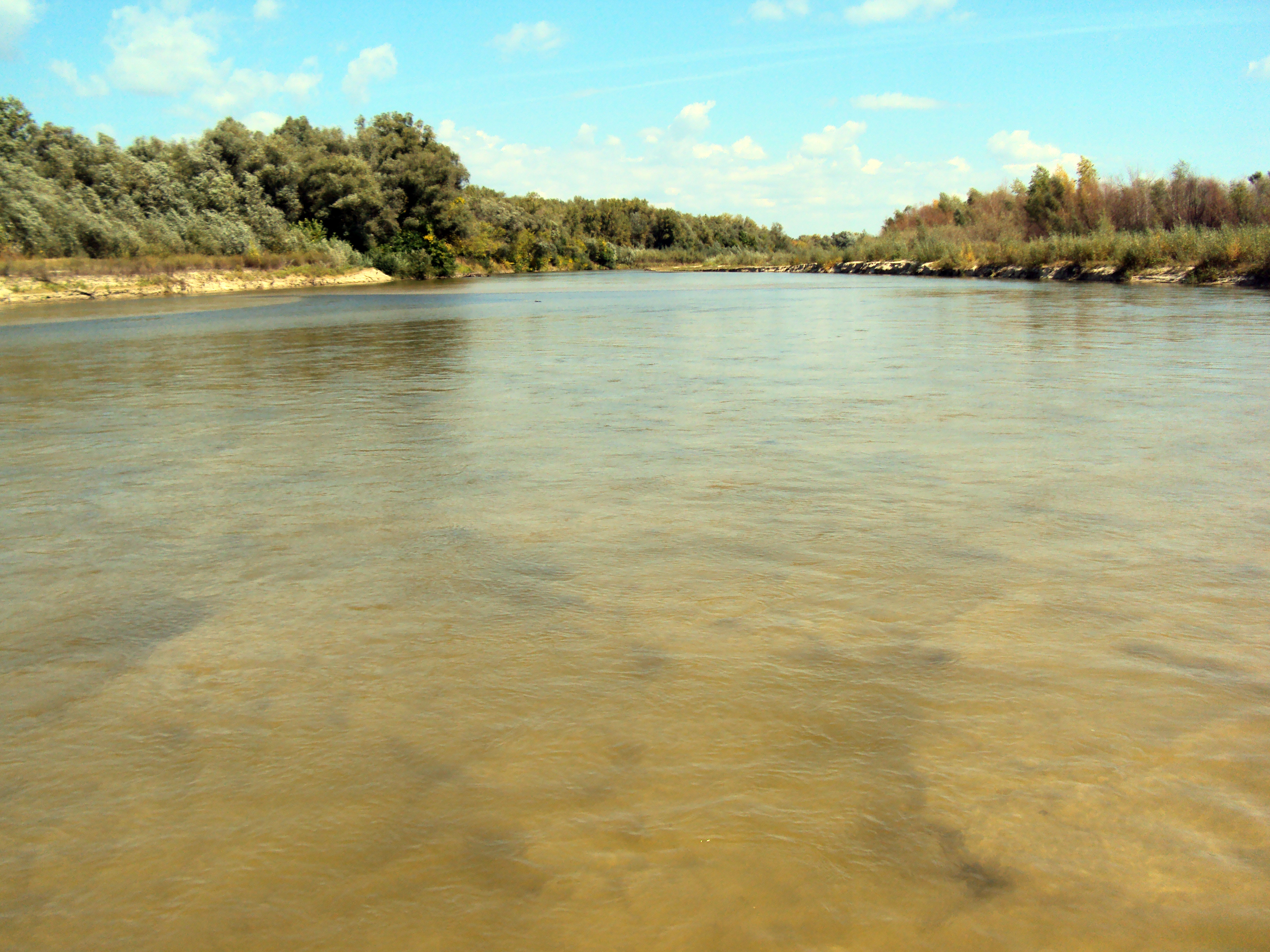
Устье Медведицы
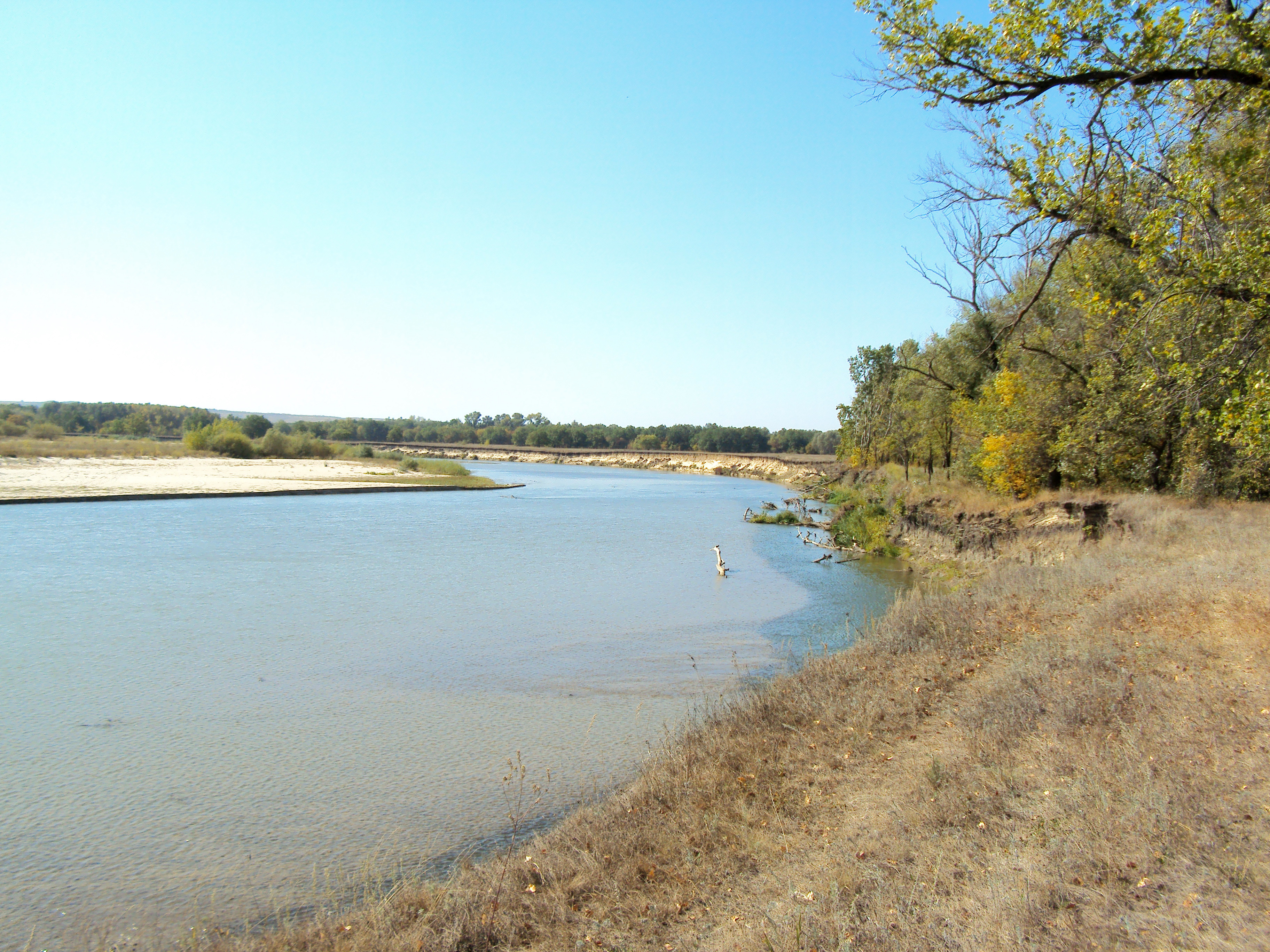
Излучина реки Медведицы неподалёку от хутора Ярской 2
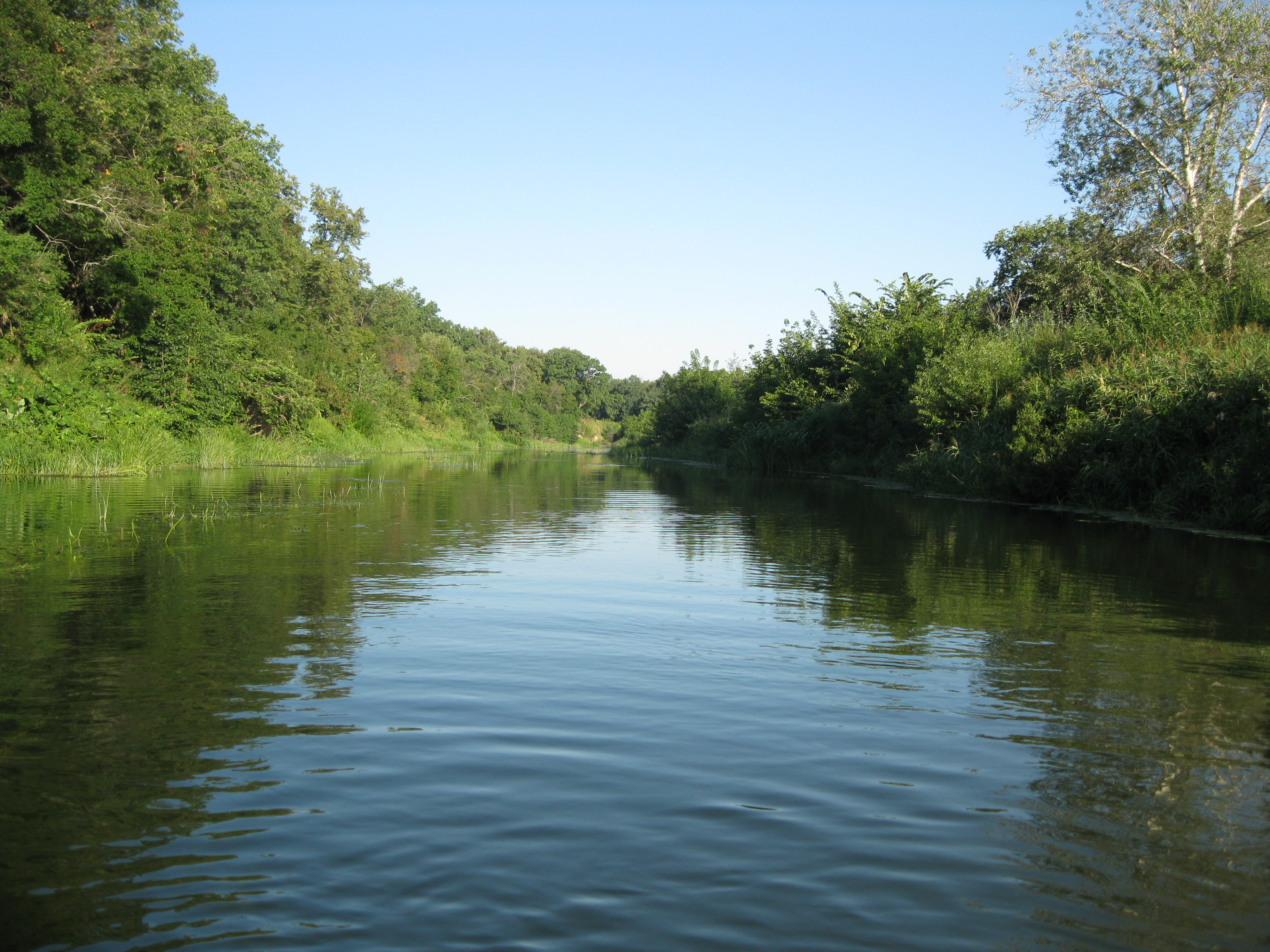
Медведица в районе с. Озерное, Аткарский район
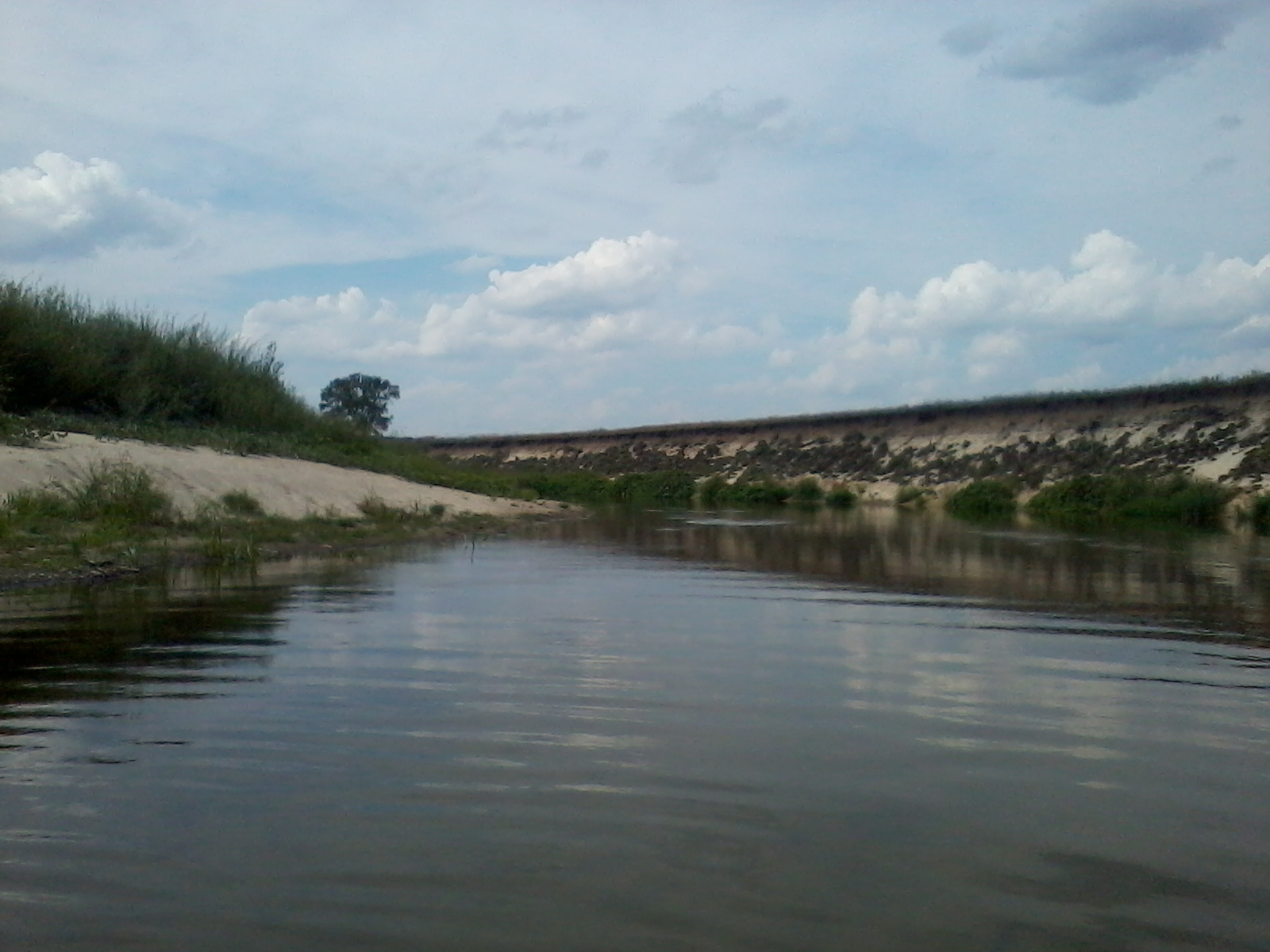
Медведица в районе с. Белгаза, Аткарский район
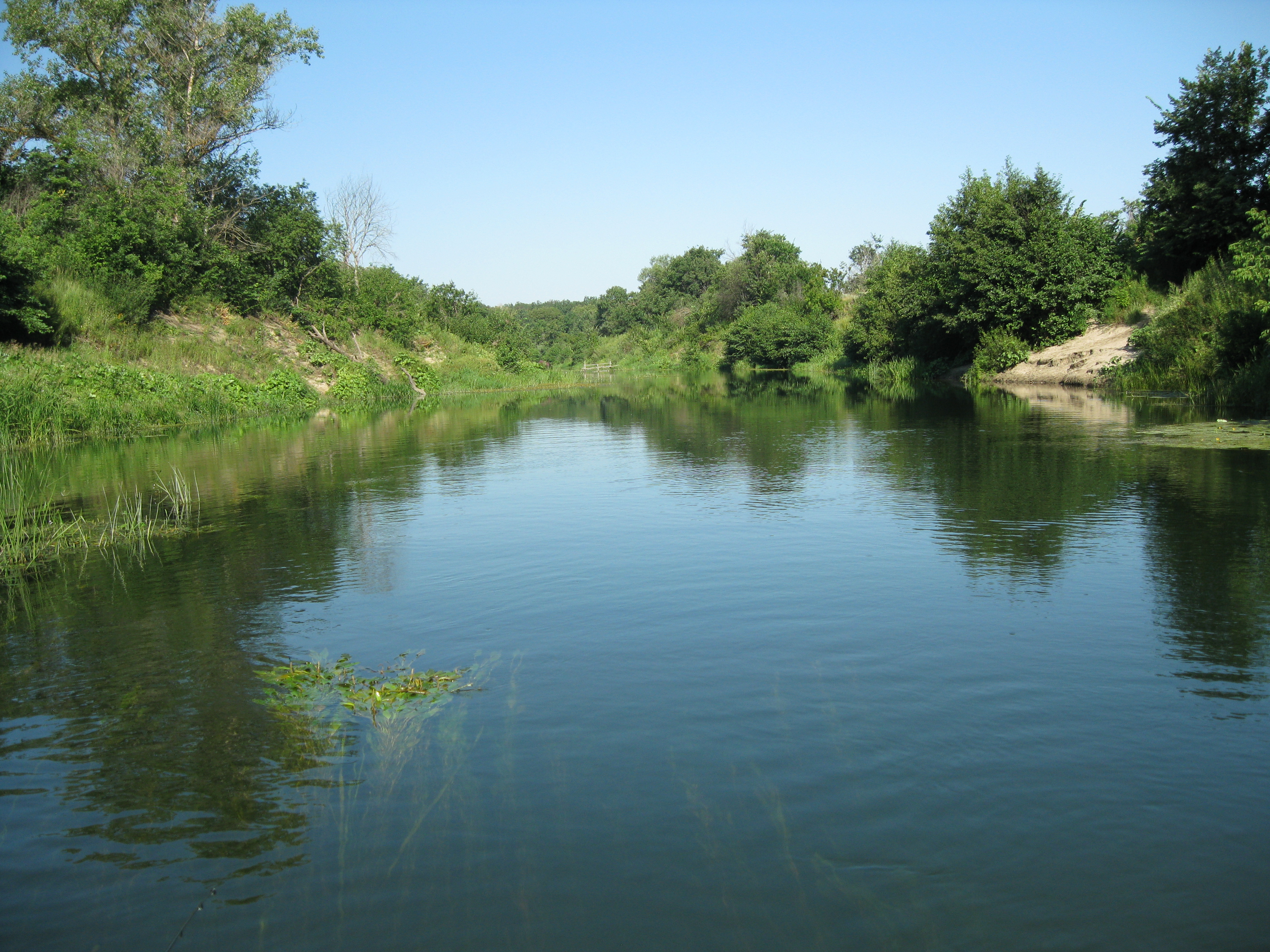
Медведица в районе с. Старая Лопуховка, Аткарский район